# Horní Olešnice
Pour les articles homonymes, voir Olešnice.
Horní Olešnice (en allemand : Ober Oels) est une commune du district de Trutnov, dans la région de Hradec Králové, en Tchéquie. Sa population s'élevait à 320 habitants en 2020.

## Géographie
Horní Olešnice se trouve à 17 km à l'ouest-sud-ouest de Trutnov, à 38 km au nord-nord-ouest de Hradec Králové et à 102 km au nord-est de Prague.
La commune est limitée par Dolní Kalná au nord, par Hostinné au nord-est, par Dolní Olešnice à l'est, par Borovnička au sud, et par Borovnice et Čistá u Horek à l'ouest.

## Histoire
La première mention écrite de la localité date de 1241.